# Germà
|  | Per a altres significats, vegeu «Germà (desambiguació)». |

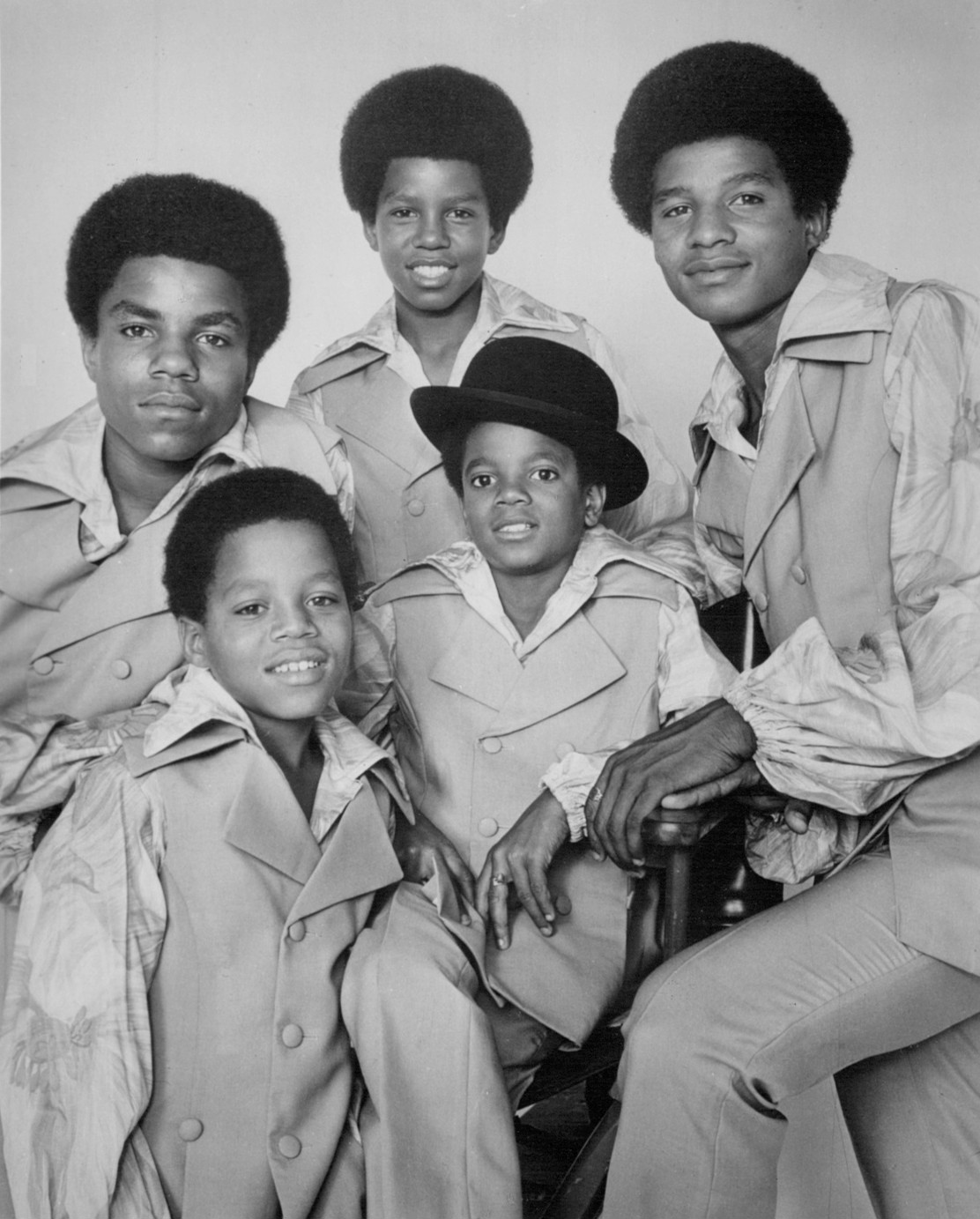
La banda nord-americana Jackson 5 estava formada per germans biològics que compartien molts trets facials genètics

Un germà és un home o nen que comparteix un o més pares amb un altre germà o germana. La contrapart femenina és una germana. Tot i que el terme normalment es refereix a una relació familiar, de vegades s'utilitza de manera entranyable per referir-se a relacions no familiars. Un germà de primer grau comparteix el 50% de gens.